# スリーアウトチェンジ
『スリーアウトチェンジ』は、日本のロックバンド、SUPERCARの1枚目のアルバム。1998年4月1日、エピックレコードジャパンより発売。

## 解説
- SUPERCAR初のアルバム。約300曲にも及ぶストックの中から厳選された19曲を収録。
- アルバムタイトルは石渡が選んだ。
- ライブで演奏する時の再現性を考え、ほとんどの曲が一発録りで収録されている。
- 初回限定仕様：カラーケース
- 解散後の2007年4月4日、デビュー10周年を記念して企画アルバム『スリーアウトチェンジ 10th Anniversary Edition』が発売された。

## 収録曲
| 全作詞: 石渡淳治、全作曲: 中村弘二、全編曲: SUPERCAR。 |                           |          |            |       |
| #                                                      | タイトル                  | 作詞     | 作曲・編曲 | 時間  |
| 1.                                                     | 「cream soda」            | 石渡淳治 | 中村弘二   | 3:13  |
| 2.                                                     | 「(Am I) confusing you?」 | 石渡淳治 | 中村弘二   | 4:43  |
| 3.                                                     | 「smart」                 | 石渡淳治 | 中村弘二   | 3:01  |
| 4.                                                     | 「DRIVE」                 | 石渡淳治 | 中村弘二   | 3:38  |
| 5.                                                     | 「Greenage」              | 石渡淳治 | 中村弘二   | 3:16  |
| 6.                                                     | 「u」                     | 石渡淳治 | 中村弘二   | 3:31  |
| 7.                                                     | 「Automatic wing」        | 石渡淳治 | 中村弘二   | 5:12  |
| 8.                                                     | 「Lucky」                 | 石渡淳治 | 中村弘二   | 4:14  |
| 9.                                                     | 「333」                   | 石渡淳治 | 中村弘二   | 2:36  |
| 10.                                                    | 「TOP 10」                | 石渡淳治 | 中村弘二   | 2:52  |
| 11.                                                    | 「My Way」                | 石渡淳治 | 中村弘二   | 3:41  |
| 12.                                                    | 「Sea Girl」              | 石渡淳治 | 中村弘二   | 2:50  |
| 13.                                                    | 「Happy talking」         | 石渡淳治 | 中村弘二   | 2:47  |
| 14.                                                    | 「Trash & Lemmon」        | 石渡淳治 | 中村弘二   | 3:09  |
| 15.                                                    | 「PLANET」                | 石渡淳治 | 中村弘二   | 5:18  |
| 16.                                                    | 「Yes,」                  | 石渡淳治 | 中村弘二   | 3:25  |
| 17.                                                    | 「I need the sun」        | 石渡淳治 | 中村弘二   | 4:24  |
| 18.                                                    | 「Hello」                 | 石渡淳治 | 中村弘二   | 3:36  |
| 19.                                                    | 「TRIP SKY」              | 石渡淳治 | 中村弘二   | 12:50 |
| 合計時間:                                              | 合計時間:                 | 78:16    |            |       |

### 楽曲解説
「cream soda」
1stシングル。
シングルバージョンとは別テイク。
「(Am I) confusing you ?」
1stシングルバージョンとは別テイク。
「DRIVE」
後に4thシングルとしてシングルカットされた。
「Lucky」
2ndシングル。
シングルバージョンとはミックスがやや異なる。
「PLANET」
3rdシングル。
シングルバージョンとはミックスがやや異なる。
「Hello」
2ndシングルバージョンとはミックスがやや異なる。